# Албађара
Албађара (итал. Albagiara) је насеље у Италији у округу Ористано, региону Сардинија.
Према процени из 2011. у насељу је живело 277 становника. Насеље се налази на надморској висини од 212 м.

## Становништво
Према резултатима пописа становништва 2011. у општини је живело 277 становника.
| 1931. | 1936. | 1951. | 1961. | 1971. | 1981. | 1991. | 2001. | 2011. |
| ----- | ----- | ----- | ----- | ----- | ----- | ----- | ----- | ----- |
| 450   | 456   | 542   | 514   | 453   | 375   | 310   | 289   | 277   |